# Oryzias setnai
Espèce
Statut de conservation UICN

 LC  : Préoccupation mineure
Oryzias setnai est une espèce de poissons d'eau douce et saumâtre de la famille des Adrianichthyidae (ordre des Beloniformes).

## Répartition
Ce poisson est endémique d'Inde. Il se rencontre depuis le golfe de Kutch (État de Gujarat) jusqu'à Thiruvananthapuram (État de Kerala). Il vit habituellement dans les estuaires mais peut vivre temporairement en eau douce. Il habite les rochers calmes et les coins des ruisseaux et des eaux stagnantes.

## Description
Oryzias setnai peut mesurer jusqu'à 30 mm de longueur totale. Ce poisson est adapté aux zones infectées par le paludisme car il consomme les larves de moustiques aux premiers stades.

## Classification
Le nom valide complet (avec auteur) de ce taxon est Oryzias setnai (Kulkarni (d), 1940).
L'espèce a été initialement classée dans le genre Horaichthys sous le protonyme Horaichthys setnai Kulkarni, 1940.
Oryzias setnai a pour synonymes :
- Horaichthys setani Kulkarni, 1940 (graphie incorrecte)
- Horaichthys setnai Kulkarni, 1940 (protonyme)

### Étymologie
Son épithète spécifique, setnai, lui a été donnée en l'honneur de Sam Bomansha Setna (1895-1969), officier des pêches à Bombay, pour ses encouragements, son aide précieuse, ses critiques positives et ses suggestions » pendant que Kulkarni rédigeait la description de cette espèce.

### Publication originale
- (en) C. V. Kulkarni, « On the systematic position, structural modifications, bionomics and development of a remarkable new family of cyprinodont fishes from the province of Bombay », Records of the Indian Museum, Calcutta, vol. 42, no 2,‎ juin 1940, p. 379-423 (ISSN 0375-099X).